# Жарко Миладиновић
Жарко Миладиновић (Ердевик, код Шида, 16. јун 1862 — Рума, 25. јун 1926) био је српски политичар и правник.

## Биографија
Матурирао је Новосадску гимназију, а правне науке је студирао и завршио у Бечу где је и докторирао.
Потом је започео своју адвокатску, а касније и политичку каријеру у Руми од 1893. године. Био је члан Српске народне радикалне странке, а касније и у самом њеном врху.
Био је ожењен Миленом (1874—1928).

## Каријера
- 1895. био је иницијатор оснивања филијалле ДД "Браство" у Руми. На политичком збору у Руми организованим тим поводом председавао је. Био је то његов први значајан иступ у јавности.[3]
- 1897. године је покренуо први српски правни лист „Српска самозаконија“.
- 1902. године изабран је за посланика СНРС. Постао је политичко-правни саветник за питања српске аутономије.
- 1909. године ухапшен је од стране аустроугарских власти под оптужбом за велеиздају због врбовања добровољаца и слања оружја за Краљевину Србију. Суђење је спроведено у Загребу, а након неколико месеци је пуштен услед недостатка доказа. У Руми му је потом приређен величанствени дочек. А из фијакера који га је дочекао на станици су испрегнути коњи и сами Румљани су вукли фијакер до центра града, где је одржан велики митинг.

До смрти био је члан Главног одбора НРС, а у једном мандату и министар пошта и телеграфа Краљевине СХС. Његова кућа у Главној улици надомак старог вашаришта је познато место. Умро је 1926. године и сахрањен у Руми. Тестаментом је сву своју имовину оставио граду Руми. Споменик у овом месту му је откривен 26. маја 1935.